# La trasmissione
La trasmissione (Ekpombi) è un cortometraggio del 1968 diretto da Theodoros Angelopoulos.